# Пригоди Гекльберрі Фінна (фільм, 1960)
Пригоди Гекльберрі Фінна (The Adventures of Huckleberry Finn) — американська пригодницька кінокомедія Майкла Кертіца 1960 року, за однойменною книгою Марка Твена.

## Сюжет
Пригоди Гекльберрі Фінна (книга)

## У ролях
- Тоні Рендалл — король Франції
- Арчі Мур — Джим
- Едді Годжес — Гекельберрі Фінн
- Патті Маккормак — Джоана Вілкес
- Невілл Бренд — батько Фінна
- Мікі Шонессі — герцог
- Джуді Канова — дружина шерифа
- Енді Дівайн — містер Кармеді
- Шеррі Джексон — Мері Джеймс Вілкес
- Бастер Кітон — приборкувач левів